# 合欢山蹄盖蕨
合欢山蹄盖蕨（学名：Athyrium cryptogrammoides），为蹄盖蕨科蹄盖蕨属下的一个植物种。